# Alden (Iowa)
Alden è una città degli Stati Uniti, situata nella Contea di Hardin, nello Stato dell'Iowa.

## Geografia fisica
Le coordinate geografiche della città sono 42°31′01″N 93°22′33″W (42.516944 -93.375833). Alden ha una superficie di 4,5 km². Le città limitrofe sono: Buckeye, Dows, Iowa Falls, Owasa, Popejoy e Williams. Alden è situata a 339 m s.l.m.

## Società

### Evoluzione demografica
Al censimento del 2000, Alden contava 904 abitanti e 351 famiglie. La densità di popolazione era di 200,88 abitanti per chilometro quadrato. Le unità abitative erano 372, con una media di 82,66 per chilometro quadrato. La composizione razziale contava il 97,68% di bianchi, lo 0,22% di asiatici e l'1,66% di altre razze. Gli ispanici e i latini erano il 5,09% della popolazione residente.